# Рейтинг новинних сайтів від ІнАУ
|  | Службовий список статей, створений для координації робіт з розвитку теми. Це попередження не встановлюється на інформаційні списки і глосарії. |

Рейтинг новинних сайтів від ІнАУ
Інтернет Асоціація України спільно з Similarweb підбили підсумки рейтингу 100 онлайн-медіа за II квартал (квітень-червень 2021 року). Рейтинг онлайн-медіа спільно з Similarweb — це вже другий рейтинг, який складений за кількістю унікальних відвідувачів за квартал (середньомісячний показник) на основі закритих даних платформи Similarweb.
До списку не увійшли:
- новинні агрегатори;
- сайти про погоду;
- сайти лише з телепрограмами;
- сайти винятково з результатами спортивних матчів;
- сайти, на яких основний контент створюється користувачами;
- сайти органів влади, зокрема загальноукраїнськими, муніципальними тощо;
- сайти курсів валют;
- сайти про гороскопи та гадання.

## Рейтинг топ-100 українських онлайн-медіа
Рейтинг топ-100 українських онлайн-медіа, редакції та головний офіс яких знаходяться на території України (II квартал 2021)
| Домен                  | Місце | Напрям               | Середньомісячна кількість унікальних відвідувачів | Сумарна кількість переглядів сторінок |
| ---------------------- | ----- | -------------------- | ------------------------------------------------- | ------------------------------------- |
| censor.net             | 1     | соціально-політичний | 13843338                                          | 246765353                             |
| today.ua               | 2     | соціально-політичний | 5355851                                           | 70745816                              |
| obozrevatel.com        | 3     | соціально-політичний | 4527828                                           | 153428434                             |
| pravda.com.ua          | 4     | соціально-політичний | 498381                                            | 16283153                              |
| rbc.ua                 | 5     | соціально-політичний | 3483536                                           | 118851117                             |
| 24tv.ua                | 6     | соціально-політичний | 3278904                                           | 65781521                              |
| tsn.ua                 | 7     | соціально-політичний | 2863206                                           | 73187919                              |
| nv.ua                  | 8     | соціально-політичний | 2744586                                           | 68536220                              |
| strana.ua              | 9     | соціально-політичний | 2616747                                           | 147992461                             |
| liga.net               | 10    | бізнес та фінанси    | 2503568                                           | 37243719                              |
| gordonua.com           | 11    | соціально-політичний | 2173267                                           | 72934895                              |
| suspilne.media         | 12    | соціально-політичний | 294857                                            | 38664760                              |
| minfin.com.ua          | 13    | бізнес та фінанси    | 217114                                            | 44899421                              |
| korrespondent.net      | 14    | соціально-політичний | 1989504                                           | 127757271                             |
| glavcom.ua             | 15    | соціально-політичний | 1959767                                           | 3680985                               |
| regionews.ua           | 16    | соціально-політичний | 1742274                                           | 11324490                              |
| dnpr.com.ua            | 17    | соціально-політичний | 1680608                                           | 25414703                              |
| politeka.net           | 18    | соціально-політичний | 1639207                                           | 36260291                              |
| ukrinform.ua           | 19    | соціально-політичний | 1572766                                           | 19857501                              |
| znaj.ua                | 20    | соціально-політичний | 1569255                                           | 29507775                              |
| sport.ua               | 21    | спортивний           | 1559510                                           | 86292547                              |
| unian.ua               | 22    | соціально-політичний | 151553                                            | 3274188                               |
| vgorode.ua             | 23    | інформаційний        | 1404838                                           | 15988128                              |
| zaxid.net              | 24    | соціально-політичний | 1378365                                           | 22366332                              |
| stb.ua                 | 25    | TV-медіа             | 1323755                                           | 29285686                              |
| radiosvoboda.org       | 26    | соціально-політичний | 1279163                                           | 12140412                              |
| apostrophe.ua          | 27    | соціально-політичний | 1266407                                           | 18141218                              |
| informator.ua          | 28    | соціально-політичний | 1263508                                           | 23466665                              |
| ukranews.com           | 29    | соціально-політичний | 1231638                                           | 12641182                              |
| focus.ua               | 30    | соціально-політичний | 1197929                                           | 12206115                              |
| fakty.com.ua           | 31    | соціально-політичний | 1188216                                           | 1750243                               |
| depo.ua                | 32    | соціально-політичний | 1188105                                           | 10893795                              |
| vchaspik.ua            | 33    | соціально-політичний | 1132392                                           | 11150861                              |
| vesti.ua               | 34    | соціально-політичний | 193635                                            | 1990160                               |
| segodnya.ua            | 35    | соціально-політичний | 177777                                            | 22882467                              |
| hromadske.ua           | 36    | соціально-політичний | 152755                                            | 16586588                              |
| slovoidilo.ua          | 37    | соціально-політичний | 140816                                            | 10629668                              |
| unn.com.ua             | 38    | соціально-політичний | 121901                                            | 1045323                               |
| gazeta.ua              | 39    | соціально-політичний | 17535                                             | 20505483                              |
| racurs.ua              | 40    | соціально-політичний | 990386                                            | 15668916                              |
| football.ua            | 41    | спортивний           | 98074                                             | 9346589                               |
| telegraf.com.ua        | 42    | соціально-політичний | 958738                                            | 32527824                              |
| epravda.com.ua         | 43    | бізнес та фінанси    | 951661                                            | 11458818                              |
| ua-football.com        | 44    | спортивний           | 929107                                            | 34222712                              |
| finance.ua             | 45    | бізнес та фінанси    | 913272                                            | 14156469                              |
| itc.ua                 | 46    | ІТ-медіа             | 909471                                            | 14951790                              |
| comments.ua            | 47    | соціально-політичний | 863620                                            | 3826705                               |
| interfax.com.ua        | 48    | соціально-політичний | 847396                                            | 5841231                               |
| kp.ua                  | 49    | соціально-політичний | 846148                                            | 11230600                              |
| novosti-n.org          | 50    | соціально-політичний | 836279                                            | 34615316                              |
| golos.ua               | 51    | соціально-політичний | 820621                                            | 870274                                |
| ua.news                | 52    | соціально-політичний | 784268                                            | 9331693                               |
| odnaminyta.com         | 53    | соціально-політичний | 781533                                            | 580835                                |
| tribuna.com            | 54    | спортивний           | 77816                                             | 21135294                              |
| eurointegration.com.ua | 55    | соціально-політичний | 769166                                            | 8364992                               |
| ria-m.tv               | 56    | соціально-політичний | 765331                                            | 24815674                              |
| newsyou.info           | 57    | соціально-політичний | 735383                                            | 14845257                              |
| prostobank.ua          | 58    | бізнес та фінанси    | 717206                                            | 4698111                               |
| 0352.ua                | 59    | соціально-політичний | 713115                                            | 14476275                              |
| dengi.ua               | 60    | бізнес та фінанси    | 696637                                            | 5503139                               |
| espreso.tv             | 61    | TV-медіа             | 696619                                            | 11642264                              |
| bykvu.com              | 62    | соціально-політичний | 691676                                            | 10143976                              |
| ukr.media              | 63    | соціально-політичний | 678222                                            | 13766565                              |
| ukrainianwall.com      | 64    | соціально-політичний | 673708                                            | 9507999                               |
| internetua.com         | 65    | ІТ-медіа             | 668698                                            | 5250677                               |
| dumskaya.net           | 66    | соціально-політичний | 644534                                            | 26970117                              |
| dilo.net.ua            | 67    | соціально-політичний | 62584                                             | 53703                                 |
| zn.ua                  | 68    | соціально-політичний | 615960                                            | 6620455                               |
| hvylya.net             | 69    | соціально-політичний | 61328                                             | 9671315                               |
| nbnews.com.ua          | 70    | соціально-політичний | 594252                                            | 13640660                              |
| dsnews.ua              | 71    | соціально-політичний | 589227                                            | 5141626                               |
| glavred.info           | 72    | соціально-політичний | 58888                                             | 9426552                               |
| prm.ua                 | 73    | TV-медіа             | 580428                                            | 6375681                               |
| clutch.net.ua          | 74    | інформаційний        | 569772                                            | 4533610                               |
| delo.ua                | 75    | соціально-політичний | 541587                                            | 3263932                               |
| dtkt.ua                | 76    | бізнес та фінанси    | 534885                                            | 8310600                               |
| gsminfo.com.ua         | 77    | ІТ-медіа             | 502597                                            | 4261687                               |
| lb.ua                  | 78    | соціально-політичний | 499838                                            | 10940779                              |
| u-news.com.ua          | 79    | соціально-політичний | 497151                                            | 6322150                               |
| lenta.ua               | 80    | соціально-політичний | 49725                                             | 4491281                               |
| infobomb24.info        | 81    | соціально-політичний | 493716                                            | 4214463                               |
| xsport.ua              | 82    | спортивний           | 481483                                            | 7137529                               |
| krymr.com              | 83    | соціально-політичний | 475869                                            | 438587                                |
| sud.ua                 | 84    | інформаційний        | 474692                                            | 4413483                               |
| buhgalter911.com       | 85    | бізнес та фінанси    | 473336                                            | 72810                                 |
| inforesist.org         | 86    | соціально-політичний | 45550                                             | 6330390                               |
| 1plus1.video           | 87    | TV-медіа             | 452361                                            | 9762244                               |
| molbuk.ua              | 88    | соціально-політичний | 44887                                             | 8146335                               |
| volynnews.com          | 89    | соціально-політичний | 44336                                             | 7117997                               |
| 20minut.ua             | 90    | соціально-політичний | 411289                                            | 4949379                               |
| ictv.ua                | 91    | TV-медіа             | 40724                                             | 5646843                               |
| nashemisto.dp.ua       | 92    | соціально-політичний | 403953                                            | 4957476                               |
| ain.ua                 | 93    | ІТ-медіа             | 402940                                            | 5187649                               |
| lviv1256.com           | 94    | соціально-політичний | 399591                                            | 2630870                               |
| replyua.net            | 95    | соціально-політичний | 395989                                            | 823321                                |
| tv.ua                  | 96    | преса                | 384164                                            | 2970650                               |
| dialog.ua              | 97    | соціально-політичний | 372908                                            | 28492263                              |
| from-ua.com            | 98    | соціально-політичний | 313220                                            | 4749995                               |
| chasdiy.org            | 99    | соціально-політичний | 277841                                            | 2542700                               |
| vgolos.com.ua          | 100   | соціально-політичний | 177712                                            | 4468323                               |

## Джерело
- https://www.slideshare.net/AdcomUIA/similarweb-ii-2021 [Архівовано 22 липня 2021 у Wayback Machine.]